# The Hindoo's Curse
The Hindoo's Curse è un cortometraggio muto del 1912 diretto da William V. Ranous:

## Trama
Una vendetta indiana si abbatterà su Guy Randall che, anni prima, insieme al suo socio di avventure Jack Lowell, aveva partecipato a una rapina in un tempio indù nel corso della quale lui aveva rubato anche un prezioso gioiello da una statua sacra. Sukim, il suo servo, lo aveva avvertito della maledizione, ma Randall non se n'era curato. Tornato in Inghilterra, dove era diventato un ricco possidente, aveva chiesto la mano della bella Grace, la figlia di Lord Leverton. Aristocratico ma povero, Leverton aveva costretto la figlia ad accettare quelle nozze, benché lei fosse già fidanzata e innamorata di un altro. Ma il matrimonio non sarà mai consumato: nella casa dove si ritirano i due sposi dopo la cerimonia, irrompono i sacerdoti indù che portano a fine la loro vendetta nei confronti del ladro sacrilego, uccidendolo e liberando così anche Grace da quel nodo infame.

## Produzione
Il film fu prodotto dalla Vitagraph Company of America.

## Distribuzione
Distribuito dalla General Film Company, il film - un cortometraggio in una bobina - uscì nelle sale cinematografiche statunitensi l'11 settembre 1912.